# Кубок Німеччини з футболу 1984—1985
Кубок Німеччини з футболу 1984—1985 — 42-й розіграш кубкового футбольного турніру в Німеччині, 33 кубковий турнір на території Федеративної Республіки Німеччина після закінчення Другої світової війни. У кубку взяли участь 64 команди. Переможцем кубка Німеччини вперше став Баєр 05 Юрдінген.

## Другий раунд
| Команда 1                     | Рахунок | Команда 2                     |
| ----------------------------- | ------- | ----------------------------- |
| 13 жовтня 1984                |         |                               |
| Боруссія (Дортмунд)           | 1:1 дч  | Шальке 04                     |
| 31 жовтня 1984 (перегравання) |         |                               |
| Шальке 04 (2)                 | 3:2     | Боруссія (Дортмунд)           |
| 20 листопада 1984             |         |                               |
| Баєр 05 Юрдінген              | 2:1     | Фортуна (Дюссельдорф)         |
| Бохум (аматори) (3)           | 1:2     | Штутгарт                      |
| 21 листопада 1984             |         |                               |
| Фрізен Хенігзен (Ітце) (3)    | 0:8     | Баварія                       |
| Альтона-93 (Гамбург) (3)      | 0:3     | Баєр 04                       |
| Айнтрахт (Гайгер) (3)         | 1:0 дч  | Карлсруе СК                   |
| Байройт (3)                   | 1:2     | Уніон (Солінген) (2)          |
| Гайслінген (3)                | 4:2     | Кікерс (Оффенбах) (2)         |
| Нюрнберг (аматори) (3)        | 0:3     | Юліх (Дюрен) (3)              |
| Ваттеншайд 09 (2)             | 0:4     | Вальдгоф                      |
| Герта (Західний Берлін) (2)   | 4:3 дч  | Фортуна (Кельн) (2)           |
| Боруссія (Менхенгладбах)      | 4:2 дч  | Айнтрахт (Франкфурт-на-Майні) |
| Вердер                        | 5:0     | Дармштадт 98 (2)              |
| Алеманія (Аахен) (2)          | 3:0     | Бохум                         |
| Саарбрюкен (2)                | 4:1     | Нюрнберг (2)                  |
| Ганновер 96 (2)               | 2:1     | Кельн                         |

## Третій раунд
| Команда 1                    | Рахунок         | Команда 2                |
| ---------------------------- | --------------- | ------------------------ |
| 4 грудня 1984                |                 |                          |
| Баварія                      | 1:0             | Вальдгоф                 |
| 12 грудня 1984               |                 |                          |
| Юліх (Дюрен) (3)             | 2:4             | Вердер                   |
| 22 грудня 1984               |                 |                          |
| Гайслінген (3)               | 0:2             | Баєр 05 Юрдінген         |
| Айнтрахт (Гайгер) (3)        | 0:8             | Уніон (Солінген) (2)     |
| Ганновер 96 (2)              | 1:0             | Шальке 04                |
| Алеманія (Аахен) (2)         | 0:2             | Боруссія (Менхенгладбах) |
| Штутгарт                     | 0:0 дч          | Саарбрюкен (2)           |
| 5 лютого 1985                |                 |                          |
| Герта (Західний Берлін) (2)  | 0:4             | Баєр 04                  |
| 5 лютого 1985 (перегравання) |                 |                          |
| Саарбрюкен (2)               | 2:2 дч пен. 3:0 | Штутгарт                 |

## Чвертьфінали
| Команда 1            | Рахунок | Команда 2                |
| -------------------- | ------- | ------------------------ |
| 16 лютого 1985       |         |                          |
| Уніон (Солінген) (2) | 1:2     | Боруссія (Менхенгладбах) |
| Саарбрюкен (2)       | 1:0     | Ганновер 96 (2)          |
| 12 березня 1985      |         |                          |
| Баєр 05 Юрдінген     | 2:1     | Вердер                   |
| 26 березня 1985      |         |                          |
| Баєр 04              | 1:3     | Баварія                  |

## Півфінали
| Команда 1      | Рахунок | Команда 2                |
| -------------- | ------- | ------------------------ |
| 6 квітня 1985  |         |                          |
| Саарбрюкен (2) | 0:1     | Баєр 05 Юрдінген         |
| Баварія        | 1:0 дч  | Боруссія (Менхенгладбах) |

## Фінал
| 26 травня 1985 18:00 (CET) |

| Баєр 05 Юрдінген      | 2:1      | Баварія   |
| --------------------- | -------- | --------- |
| Файльцер 9' Шафер 66' | Протокол | Генесс 8' |

| Олімпіаштадіон, Західний Берлін Глядачів: 70 398 Арбітр: Вернер Феклер |